# Chez le magnétiseur
 (juillet 2025).
Pour plus de détails, voir Fiche technique et Distribution.
Chez le magnétiseur est un film français réalisé par Alice Guy en 1898.

## Synopsis
Une dame se présente chez un magnétiseur pour se faire soigner. Une passe et la dame entre aussitôt en transe. Le magnétiseur effectue un autre geste magique et la dame se retrouve en sous-vêtements. Survient un gendarme pour remettre de l'ordre à tout cela. Pour montrer que ses intentions sont pures, le magnétiseur fait une nouvelle passe et la dame est à nouveau vêtue mais le gendarme n'est guère convaincu. Le magnétiseur intervient à nouveau et voici la dame habillée en gendarme et le gendarme en habits féminins. Tout le monde prend la fuite, poursuivi par le magnétiseur. L'histoire se termine par un joyeux charivari.

## Fiche technique
- Titre : Chez le magnétiseur
- Réalisation : Alice Guy
- Société de production : Société L. Gaumont et compagnie
- Pays d’origine :  France
- Genre : Saynète humoristique
- Durée : 1 minute
- Date de sortie : 1898
- Licence : Domaine public

## Autour du film
On retrouve l’interprète du magnétiseur dans le rôle du magicien de Scène d’escamotage tourné la même année.
Cela tend à confirmer la datation 1898 proposée dans le coffret de DVD Le cinéma premier 1897-1913 volume 1 édité par Gaumont plutôt que 1897, référencée dans IMDB.